# Oleg Kouzmine
Oleg Aleksandrovitch Kouzmine (en russe : Олег Александрович Кузьмин), né le 9 mai 1981 à Moscou en Russie, est un ancien footballeur international russe ayant évolué au poste de défenseur.

## Biographie

### Carrière en club
Kouzmine est issu du centre de formation du Spartak Moscou. Le 12 novembre 2000, il fait ses débuts avec le Spartak en Premier-Liga contre l'Alania Vladikavkaz. En 2001, il rejoint l'Ouralan Elista en deuxième division. À la fin de la saison, le club remonte en Premier-Liga. En 2003, il est prêté aux Tchernomorets Novorossiisk jusqu'à la fin de la saison. Le 11 août 2004, à la suite de la faillite de l'Ouralan Elista, il rejoint le FK Moscou.
Le 22 janvier 2009, il rejoint le Lokomotiv Moscou pour un montant de transfert de 2,2 millions d'euros. Le 3 août 2010, il signe au Rubin Kazan pour un montant de transfert de 2,6 millions d'euros. Depuis 2014, il est le capitaine du club.
Avec les clubs du FK Moscou et du Rubin Kazan, Kouzmine dispute 3 matchs en Ligue des champions, 38 matchs en Ligue Europa, pour 3 buts inscrits, et 4 matchs en Coupe Intertoto.

### Carrière internationale
Kouzmine compte cinq sélections et un but avec l'équipe de Russie depuis 2015,.
En août 2006, il est convoqué pour la première fois en équipe de Russie par le sélectionneur national Guus Hiddink, pour un match amical la Lettonie mais n'entre pas en jeu. Il est de nouveau convoqué en octobre 2009, pour un match des éliminatoires de la Coupe du monde 2010 contre l'Azerbaïdjan mais n'entre pas en jeu. Il est convoqué par Leonid Sloutski en août 2015, pour des matchs des éliminatoires de l'Euro 2016 contre la Suède et le Liechtenstein.
Le 5 septembre 2015, il honore sa première sélection contre la Suède lors d'un match des éliminatoires de l'Euro 2016. Il entre à la 71e minute de la rencontre, à la place d'Iouri Jirkov. Le match se solde par une victoire 1-0 des Russes. Il devient à 34 ans et 119 jours, le plus vieux joueur à débuter en sélection russe. Le record précédent était tenu depuis 2011 par Sergueï Ryjikov, qui avait 30 ans et 191 jours lors de ses débuts.
Le 12 octobre 2015, il inscrit son premier but en sélection contre le Monténégro, lors d'un match des éliminatoires de l'Euro 2016. Le match se solde par une victoire 2-0 des Russes.

## Palmarès
- Avec le Rubin Kazan
  - Vainqueur de la Coupe de Russie en 2012
  - Vainqueur de la Supercoupe de Russie en 2012

## Statistiques

### Statistiques en club
| Saison                | Club                              | Championnat           | Championnat | Championnat | Coupe(s) nationale(s) | Coupe(s) nationale(s) | Supercoupe | Supercoupe | Compétition(s) continentale(s) | Compétition(s) continentale(s) | Compétition(s) continentale(s) | Russie | Russie | Total | Total |
| Saison                | Club                              | Division              | M.          | B.          | M.                    | B.                    | M.         | B.         | Comp.                          | M.                             | B.                             | M.     | B.     | M.    | B.    |
| 2000                  | Spartak Moscou                    | Premier-Liga          | 1           | 0           | -                     | -                     | -          | -          | C1                             | -                              | -                              | -      | -      | 1     | 0     |
| 2001                  | Ouralan Elista                    | Division 2            | 26          | 2           | 2                     | 0                     | -          | -          | -                              | -                              | -                              | -      | -      | 28    | 2     |
| 2002                  | Ouralan Elista                    | Premier-Liga          | 19          | 1           | 2                     | 0                     | -          | -          | -                              | -                              | -                              | -      | -      | 21    | 1     |
| 2003                  | Ouralan Elista                    | Premier-Liga          | 16          | 0           | 1                     | 0                     | -          | -          | -                              | -                              | -                              | -      | -      | 17    | 0     |
| 2003                  | Tchernomorets Novorossiisk (prêt) | Premier-Liga          | 7           | 0           | 2                     | 0                     | -          | -          | -                              | -                              | -                              | -      | -      | 9     | 0     |
| 2004                  | Ouralan Elista                    | Division 2            | 19          | 1           | 1                     | 1                     | -          | -          | -                              | -                              | -                              | -      | -      | 20    | 2     |
| 2004                  | FK Moscou                         | Premier-Liga          | 7           | 1           | -                     | -                     | -          | -          | -                              | -                              | -                              | -      | -      | 7     | 1     |
| 2005                  | FK Moscou                         | Premier-Liga          | 28          | 3           | 2                     | 0                     | -          | -          | -                              | -                              | -                              | -      | -      | 30    | 3     |
| 2006                  | FK Moscou                         | Premier-Liga          | 28          | 1           | 7                     | 0                     | -          | -          | CI                             | 4                              | 0                              | -      | -      | 39    | 1     |
| 2007                  | FK Moscou                         | Premier-Liga          | 25          | 0           | 1                     | 0                     | -          | -          | -                              | -                              | -                              | -      | -      | 26    | 0     |
| 2008                  | FK Moscou                         | Premier-Liga          | 27          | 1           | -                     | -                     | -          | -          | C3                             | 3                              | 1                              | -      | -      | 30    | 2     |
| 2009                  | Lokomotiv Moscou                  | Premier-Liga          | 24          | 1           | 1                     | 0                     | -          | -          | -                              | -                              | -                              | -      | -      | 25    | 1     |
| 2010                  | Lokomotiv Moscou                  | Premier-Liga          | 10          | 1           | 1                     | 0                     | -          | -          | C3                             | -                              | -                              | -      | -      | 11    | 1     |
| 2010                  | Rubin Kazan                       | Premier-Liga          | 13          | 0           | -                     | -                     | -          | -          | C1                             | 2                              | 0                              | -      | -      | 15    | 0     |
| 2011-2012             | Rubin Kazan                       | Premier-Liga          | 27          | 0           | 3                     | 0                     | -          | -          | C3+C1+C3                       | 2+1+4                          | 0                              | -      | -      | 37    | 0     |
| 2012-2013             | Rubin Kazan                       | Premier-Liga          | 26          | 1           | -                     | -                     | 1          | 0          | C3                             | 11                             | 0                              | -      | -      | 38    | 1     |
| 2013-2014             | Rubin Kazan                       | Premier-Liga          | 27          | 1           | -                     | -                     | -          | -          | C3                             | 10                             | 1                              | -      | -      | 37    | 2     |
| 2014-2015             | Rubin Kazan                       | Premier-Liga          | 27          | 0           | 3                     | 0                     | -          | -          | -                              | -                              | -                              | -      | -      | 30    | 0     |
| 2015-2016             | Rubin Kazan                       | Premier-Liga          | 21          | 2           | -                     | -                     | -          | -          | C3                             | 8                              | 1                              | 5      | 1      | 34    | 4     |
| 2016-2017             | Rubin Kazan                       | Premier-Liga          | -           | -           | -                     | -                     | -          | -          | -                              | -                              | -                              | -      | -      | 0     | 0     |
| Total sur la carrière | Total sur la carrière             | Total sur la carrière | 378         | 16          | 26                    | 1                     | 1          | 0          | -                              | 45                             | 3                              | 5      | 1      | 455   | 21    |

### Buts en sélection
Le tableau suivant liste tous les buts inscrits par Oleg Kouzmine avec l'équipe de Russie.